# Seznam medailistek na mistrovství Evropy v rychlobruslení – víceboj
Mistrovství Evropy v rychlobruslení vzniklo v roce 1893, ženy se jej účastní od roku 1970. Až do roku 2016 se závodilo pouze v klasickém víceboji, od roku 2017 byl na program šampionátu přidán sprinterský víceboj. Od toho roku se rovněž typ šampionátu střídá: v lichých letech se závodí ve víceboji, v sudých letech, počínaje rokem 2018, na jednotlivých tratích.

## Medailistky

### Klasický víceboj
| Rok                                                                   | Místo                               | Zlato                               | Stříbro                             | Bronz                               |
| --------------------------------------------------------------------- | ----------------------------------- | ----------------------------------- | ----------------------------------- | ----------------------------------- |
| 1970                                                                  | Heerenveen                          | Nina Statkevičová                   | Stien Kaiserová                     | Ans Schutová                        |
| 1971                                                                  | Leningrad                           | Nina Statkevičová                   | Ljudmila Titovová                   | Kapitolina Serjoginová              |
| 1972                                                                  | Inzell                              | Atje Keulenová-Deelstraová          | Nina Statkevičová                   | Ljudmila Savrulinová                |
| 1973                                                                  | Brandbu                             | Atje Keulenová-Deelstraová          | Trijnie Repová                      | Nina Statkevičová                   |
| 1974                                                                  | Alma-Ata                            | Atje Keulenová-Deelstraová          | Nina Statkevičová                   | Taťjana Šelechovová                 |
| 1975                                                                  | Mistrovství Evropy žen se nekonalo. | Mistrovství Evropy žen se nekonalo. | Mistrovství Evropy žen se nekonalo. | Mistrovství Evropy žen se nekonalo. |
| 1976                                                                  | Mistrovství Evropy žen se nekonalo. | Mistrovství Evropy žen se nekonalo. | Mistrovství Evropy žen se nekonalo. | Mistrovství Evropy žen se nekonalo. |
| 1977                                                                  | Mistrovství Evropy žen se nekonalo. | Mistrovství Evropy žen se nekonalo. | Mistrovství Evropy žen se nekonalo. | Mistrovství Evropy žen se nekonalo. |
| 1978                                                                  | Mistrovství Evropy žen se nekonalo. | Mistrovství Evropy žen se nekonalo. | Mistrovství Evropy žen se nekonalo. | Mistrovství Evropy žen se nekonalo. |
| 1979                                                                  | Mistrovství Evropy žen se nekonalo. | Mistrovství Evropy žen se nekonalo. | Mistrovství Evropy žen se nekonalo. | Mistrovství Evropy žen se nekonalo. |
| 1980                                                                  | Mistrovství Evropy žen se nekonalo. | Mistrovství Evropy žen se nekonalo. | Mistrovství Evropy žen se nekonalo. | Mistrovství Evropy žen se nekonalo. |
| 1981                                                                  | Heerenveen                          | Natalja Petrusjovová                | Karin Enkeová                       | Gabi Zangeová                       |
| 1982                                                                  | Heerenveen                          | Natalja Petrusjovová                | Karin Buschová                      | Natalja Glebovová                   |
| 1983                                                                  | Heerenveen                          | Andrea Schöneová                    | Karin Enkeová                       | Natalja Petrusjovová                |
| 1984                                                                  | Alma-Ata                            | Gabi Zangeová                       | Valentina Lalenkovová               | Olga Pleškovová                     |
| 1985                                                                  | Groningen                           | Andrea Schöneová                    | Yvonne van Gennipová                | Sabine Brehmová                     |
| 1986                                                                  | Geithus                             | Andrea Schöneová                    | Yvonne van Gennipová                | Natalja Artamonovová                |
| 1987                                                                  | Groningen                           | Andrea Schöneová                    | Yvonne van Gennipová                | Jacqueline Börnerová                |
| 1988                                                                  | Kongsberg                           | Andrea Ehrigová                     | Gunda Kleemannová                   | Yvonne van Gennipová                |
| 1989                                                                  | Západní Berlín                      | Gunda Kleemannová                   | Constanze Moserová-Scandolová       | Jacqueline Börnerová                |
| 1990                                                                  | Heerenveen                          | Gunda Kleemannová                   | Jacqueline Börnerová                | Heike Schallingová                  |
| 1991                                                                  | Sarajevo                            | Gunda Kleemannová                   | Heike Warnickeová                   | Yvonne van Gennipová                |
| 1992                                                                  | Heerenveen                          | Gunda Niemannová                    | Emese Hunyadyová                    | Heike Warnickeová                   |
| 1993                                                                  | Heerenveen                          | Emese Hunyadyová                    | Heike Warnickeová                   | Světlana Bažanovová                 |
| 1994                                                                  | Hamar                               | Gunda Niemannová                    | Světlana Bažanovová                 | Emese Hunyadyová                    |
| 1995                                                                  | Heerenveen                          | Gunda Niemannová                    | Annamarie Thomasová                 | Tonny de Jongová                    |
| 1996                                                                  | Heerenveen                          | Gunda Niemannová                    | Annamarie Thomasová                 | Claudia Pechsteinová                |
| 1997                                                                  | Heerenveen                          | Tonny de Jongová                    | Gunda Niemannová                    | Barbara de Loorová                  |
| 1998                                                                  | Helsinky                            | Claudia Pechsteinová                | Anni Friesingerová                  | Světlana Bažanovová                 |
| 1999                                                                  | Heerenveen                          | Tonny de Jongová                    | Claudia Pechsteinová                | Annamarie Thomasová                 |
| 2000                                                                  | Hamar                               | Anni Friesingerová                  | Gunda Niemannová-Stirnemannová      | Renate Groenewoldová                |
| 2001                                                                  | Baselga di Piné                     | Gunda Niemannová-Stirnemannová      | Claudia Pechsteinová                | Wieteke Cramerová                   |
| 2002                                                                  | Erfurt                              | Anni Friesingerová                  | Claudia Pechsteinová                | Renate Groenewoldová                |
| 2003                                                                  | Heerenveen                          | Anni Friesingerová                  | Claudia Pechsteinová                | Renate Groenewoldová                |
| 2004                                                                  | Heerenveen                          | Anni Friesingerová                  | Claudia Pechsteinová                | Renate Groenewoldová                |
| 2005                                                                  | Heerenveen                          | Anni Friesingerová                  | Daniela Anschützová                 | Claudia Pechsteinová                |
| 2006                                                                  | Hamar                               | Claudia Pechsteinová                | Renate Groenewoldová                | Ireen Wüstová                       |
| 2007                                                                  | Klobenstein                         | Martina Sáblíková                   | Ireen Wüstová                       | Renate Groenewoldová                |
| 2008                                                                  | Kolomna                             | Ireen Wüstová                       | Paulien van Deutekomová             | Martina Sáblíková                   |
| 2009                                                                  | Heerenveen                          | Claudia Pechsteinová                | Daniela Anschützová-Thomsová        | Martina Sáblíková                   |
| 2010                                                                  | Hamar                               | Martina Sáblíková                   | Ireen Wüstová                       | Daniela Anschützová-Thomsová        |
| 2011                                                                  | Klobenstein                         | Martina Sáblíková                   | Ireen Wüstová                       | Marrit Leenstraová                  |
| 2012                                                                  | Budapešť                            | Martina Sáblíková                   | Claudia Pechsteinová                | Ireen Wüstová                       |
| 2013                                                                  | Heerenveen                          | Ireen Wüstová                       | Linda de Vriesová                   | Diane Valkenburgová                 |
| 2014                                                                  | Hamar                               | Ireen Wüstová                       | Yvonne Nautová                      | Martina Sáblíková                   |
| 2015                                                                  | Čeljabinsk                          | Ireen Wüstová                       | Martina Sáblíková                   | Linda de Vriesová                   |
| 2016                                                                  | Minsk                               | Martina Sáblíková                   | Ireen Wüstová                       | Antoinette de Jongová               |
| Od roku 2017 se Mistrovství Evropy ve víceboji koná v lichých letech. |                                     |                                     |                                     |                                     |
| 2017                                                                  | Heerenveen                          | Ireen Wüstová                       | Martina Sáblíková                   | Antoinette de Jongová               |
| 2019                                                                  | Klobenstein                         | Antoinette de Jongová               | Martina Sáblíková                   | Francesca Lollobrigidová            |
| 2021                                                                  | Heerenveen                          | Antoinette de Jongová               | Irene Schoutenová                   | Martina Sáblíková                   |
| 2023                                                                  | Hamar                               |                                     |                                     |                                     |

### Sprinterský víceboj
| Rok  | Místo       | Zlato             | Stříbro             | Bronz            |
| ---- | ----------- | ----------------- | ------------------- | ---------------- |
| 2017 | Heerenveen  | Karolína Erbanová | Jorien ter Morsová  | Olga Fatkulinová |
| 2019 | Klobenstein | Vanessa Herzogová | Darja Kačanovová    | Olga Fatkulinová |
| 2021 | Heerenveen  | Jutta Leerdamová  | Angelina Golikovová | Femke Koková     |
| 2023 | Hamar       |                   |                     |                  |

## Medailové pořadí závodnic
Aktualizováno po ME 2021.
V tabulce jsou uvedeny pouze závodnice, které získaly nejméně jednu zlatou medaili.
| Pořadí | Jméno                            | Zlato | Stříbro | Bronz | Celkem |
| ------ | -------------------------------- | ----- | ------- | ----- | ------ |
| 1.     | / Gunda Niemannová-Stirnemannová | 8     | 3       | 0     | 11     |
| 2.     | Ireen Wüstová                    | 5     | 4       | 2     | 11     |
| 3.     | Martina Sáblíková                | 5     | 3       | 4     | 12     |
| 4.     | Anni Friesingerová               | 5     | 1       | 0     | 6      |
| 5.     | Andrea Schöneová-Ehrigová        | 5     | 0       | 0     | 5      |
| 6.     | Claudia Pechsteinová             | 3     | 6       | 2     | 11     |
| 7.     | Atje Keulenová-Deelstraová       | 3     | 0       | 0     | 3      |
| 8.     | Nina Statkevičová                | 2     | 2       | 1     | 5      |
| 9.     | Antoinette de Jongová            | 2     | 0       | 2     | 4      |
| 10.    | Tonny de Jongová                 | 2     | 0       | 1     | 3      |
| 10.    | Natalja Petrusjovová             | 2     | 0       | 1     | 3      |
| 12.    | Emese Hunyadyová                 | 1     | 1       | 1     | 3      |
| 13.    | Gabi Zangeová                    | 1     | 0       | 1     | 2      |

V tabulce jsou uvedeny pouze závodnice, které získaly nejméně jednu zlatou medaili.
| Pořadí | Jméno             | Zlato | Stříbro | Bronz | Celkem |
| ------ | ----------------- | ----- | ------- | ----- | ------ |
| 1.     | Karolína Erbanová | 1     | 0       | 0     | 1      |
| 1.     | Vanessa Herzogová | 1     | 0       | 0     | 1      |
| 1.     | Jutta Leerdamová  | 1     | 0       | 0     | 1      |

## Medailové pořadí zemí
Aktualizováno po ME 2021.
| Pořadí | Země             | Zlato | Stříbro | Bronz | Celkem |
| ------ | ---------------- | ----- | ------- | ----- | ------ |
| 1.     | Německo          | 14    | 13      | 4     | 31     |
| 2.     | Nizozemsko       | 12    | 16      | 19    | 47     |
| 3.     | Východní Německo | 8     | 6       | 5     | 19     |
| 4.     | Česko            | 5     | 3       | 4     | 12     |
| 5.     | Sovětský svaz    | 4     | 4       | 8     | 16     |
| 6.     | Rakousko         | 1     | 1       | 1     | 3      |
| 7.     | Rusko            | 0     | 1       | 2     | 3      |
| 8.     | Itálie           | 0     | 0       | 1     | 1      |

| Pořadí | Země       | Zlato | Stříbro | Bronz | Celkem |
| ------ | ---------- | ----- | ------- | ----- | ------ |
| 1.     | Nizozemsko | 1     | 1       | 1     | 3      |
| 2.     | Česko      | 1     | 0       | 0     | 1      |
| 2.     | Rakousko   | 1     | 0       | 0     | 1      |
| 4.     | Rusko      | 0     | 2       | 2     | 4      |